# يحيى بن يمان
يحيى بن يمان أبو زكريا العجلي ( - 189 هـ) هو راوي ومُحدث من تبع التابعين، عاش في الكوفة، يعده علماء الحديث «صدوق تغير حفظه». تلا القرآن على حمزة الزيات، وصحب سفيان الثوري وأكثر عنه، وكان من العلماء العاملين. روى له مسلم بن الحجاج في صحيحه وأصحاب السنن الأربعة، والبخاري في الأدب المفرد.

## روايته للحديث
- روى عن: أبيه، وهشام بن عروة، وسليمان الأعمش، وإسماعيل بن أبي خالد، ومعمر بن راشد، والمنهال بن خليفة، وسفيان الثوري، وحمزة الزيات.
- روى عنه: ابنه داود، وأبو بكر وعثمان ابنا أبي شيبة، ويحيى بن معين، وعمرو الناقد، ومحمد بن عبد الله بن نمير، وأبو هشام الرفاعي، وأبو كريب، وأبو بكر بن خلاد الباهلي، وأبو سعيد الأشج، ومحمد بن عمر، والسواق، وعلي بن حرب الطائي وآخرون.
- منزلته في الجرح والتعديل: قال أحمد بن حنبل: ليس بحجة. وقال علي بن المديني: صدوق، فُلج فتغير حفظه. وعن وكيع بن الجراح قال: «ما كان أحد من أصحابنا أحفظ للحديث من يحيى بن يمان، كان يحفظ في المجلس الواحد خمسمائة حديث ثم نسي.»، وقال زكريا الساجي: ضعّفه أحمد وقال: حدّث عن الثوري بعجائب. وقال محمد بن عبد الله بن نمير: «كان سريع الحفظ، سريع النسيان»، وقال النسائي وغيره: ليس بالقوي، وقال البخاري: فيه نظر، وقال ابن عدي: عامة ما يرويه غير محفوظ، وهو في نفسه لا يتعمد الكذب، إلا أنه يخطئ ويشبه عليه.[3] وقال الذهبي: حديثه من قبيل الحسن.[2]